# Escarpa (fortificación)

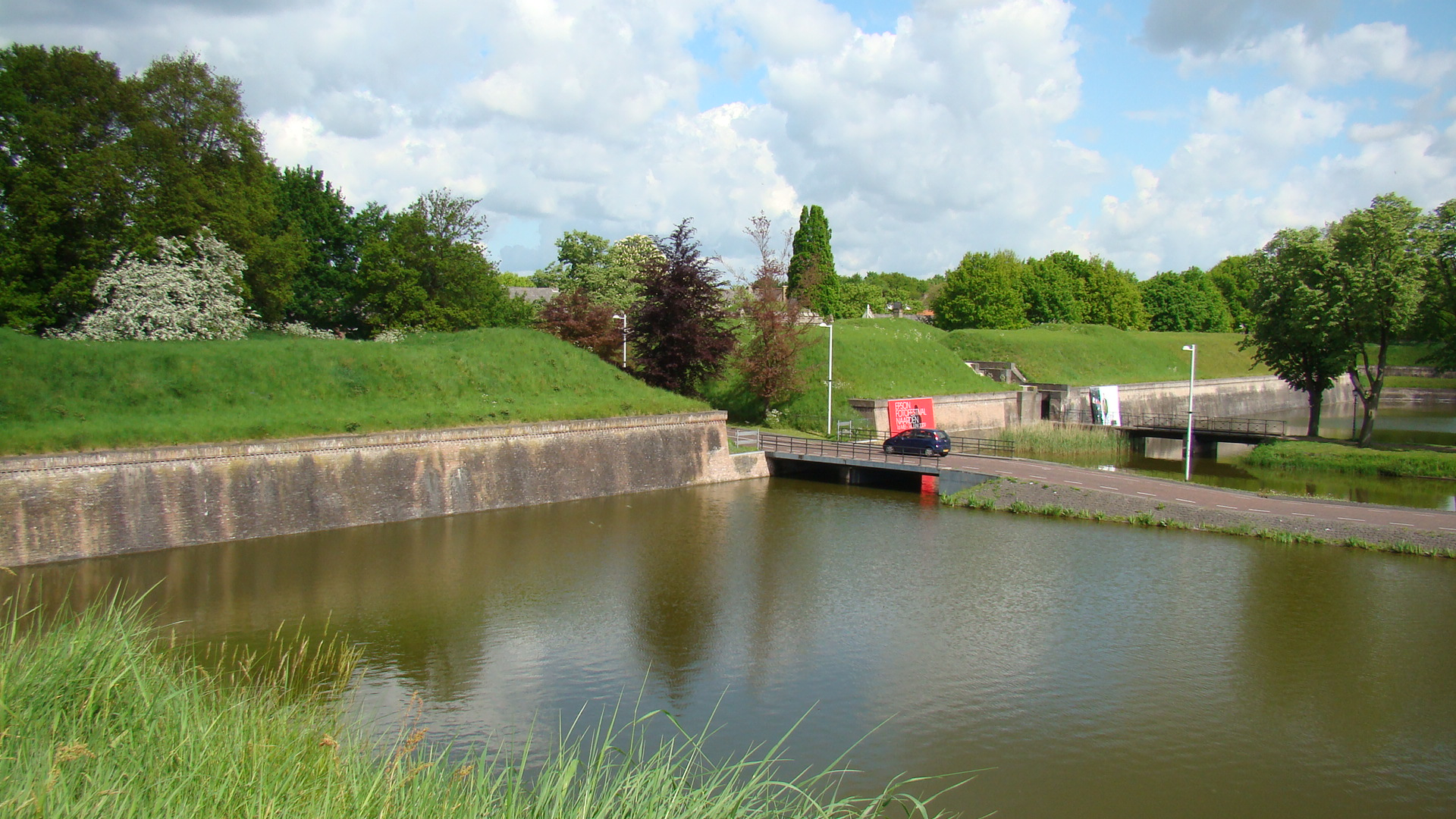
Escarpa.

El número 9 es la contraescarpa y el 12 la escarpa.

Los fosos de una obra defensiva están limitados por dos superficies: la contraescarpa que corresponde a la parte exterior y o la  escarpa que es la interior o del parapeto y está constituida por el declive del terreno en que está abierto el foso, o por la obra de fábrica que contiene el empuje de las tierras.
En las antiguas fortificaciones, la escarpa era la parte de la muralla desde el pie hasta el cordón, hubiese o no foso.
Con el uso de la pólvora y el empleo de la artillería que exigía anchos terraplenes, y por lo tanto, grandes rellenos de tierras que tenían que ser sostenidos con muros de escarpa, se fue dando a estos un ligero talud, no solo par así resultar más económica su construcción, sino porque también estableciéndose las baterías en el terreno natural los proyectiles chocaban oblicuamente contra el paramento del muro, pues creían que las balas seguían una trayectoria recta.
En el siglo XV esta idea llegó al extremo de añadir muros a los antiguos muros verticales, y en ciertas crónicas se llaman escarpas  a estos prismas triangulares adosados a las antiguas fortificaciones. 
En el siglo XVI a la escarpa se la conocía con el nombre de camisa, llamándose tambor al talud que presentaba. 
A medida que la artillería fue alcanzando precisión, la carpa se fue revistiendo de manera que su caída no llevase consigo la del parapeto. Vauban y los ingenieros franceses que le sucedieron empleaban un muro de 8 a 10 m de alto con estribos y refuerzos interiores para que aun caído el muro quedaran estos y contuvieran las tierras. Como el procedimiento era muy caro y además no era difícil abrir brecha en él, se acudió a las escarpas aplicadas con bóvedas en descarga. Consiste en voltear bóvedas entre los estribos que de trecho en trecho y a lo largo de la escarpa se construyeran. Las granadas-torpedo hicieron perder su importancia a este revestimiento, aun construyendo un muro de hormigón que cerrara la bóveda.
Los grandes ángulos de caída que pudieron conseguirse con el tiro indirecto obligó a proteger los muros de escarpa no sólo de la vista, sino también del fuego de artillería, teniéndose que desenfilar las mamposterías de escarpa en la mayor parte de los casos de los proyectiles cuyo ángulo de caída tuviera una inclinación de 2/5. 
Como de esa manera los muros de escarpa resultaban muy bajos y no ofrecían grandes dificultades a la escalada, se pensó en separar por completo la escarpa de las tierras del parapeto, obteniéndose lo que se llama escarpa destacada. En este caso de hacía descender el talud exterior del parapeto hasta el fondo del foso o hasta 1o2 m por encima. Al pie del mismo se levantaba el muro de escarpa de 5 a 7 m de alto con un espesor de 2 a 4. En la escarpa destacada solían abrirse aspilleras para la defensa del foso y practicarse nichos abovedados a lo Carnot para que sirvieran de resguardo a las tropas encargadas de dicha defensa.
Esta disposición que constituía un serio obstáculo a la escalada, era fácil de destruir mediante explosivos. 
En la Edad Moderna se emplearon escarpas bajas desenfiladas de toda clase de fuegos. 
En la fortificación de campaña cuando las obras por su relativa importancia estaban provistas de foso, existía también el talud de escarpa, que no llevaba revestimiento, porque estando muy expuesto al fuego pronto quedaría destruido, y aunque a mayor rigidez resultaría más difícil la escalada, no era posible darle una inclinación de más de 45°.